# نبیله منیب
نبیله مُنیب (عربی: نبیلة منیب؛ زادهٔ ۱۴ فوریه ۱۹۶۰) سیاستمدار مراکشی است که هم‌اکنون به عنوان نمایندهٔ پارلمان از حوزهٔ انتخابیهٔ کازابلانکا-ستات در مجلس نمایندگان فعالیت می‌کند. او همچنین از سال ۲۰۱۲ تا ۲۰۲۳ دبیرکل حزب سوسیالیست متحد بود. منیب نخستین زنی است که به رهبری یک حزب سیاسی در مراکش رسید.

## اوایل زندگی
منیب دختر احمد منیب، دیپلمات صحرایی از قبیلهٔ رقیباته است که در دههٔ ۱۹۷۰ به عنوان کنسول مراکش در اوران خدمت کرد. او بخشی از دوران کودکی خود را در آنجا گذراند و در سال ۱۹۷۷ از دبیرستان در الجزایر فارغ‌التحصیل شد. مادرش، خدیجه بلمکی، از خانواده‌ای ثروتمند و اهل فاس بود. منیب سپس در دانشگاه رباط و برای مدت کوتاهی در مون‌پلیه تحصیل کرد و مدرک دکترای خود را در رشتهٔ غدد درون‌ریز دریافت نمود. پس از آن، به عنوان استاد در دانشگاه عین الشق کازابلانکا مشغول به کار شد و از آن زمان تاکنون به تدریس زیست‌شناسی (با تخصص در غدد درون‌ریز) ادامه داده است.

## حرفه سیاسی
در سال ۱۹۸۵، هنگام آماده‌سازی تز دکترای خود در فرانسه، در جنبش جوانان دانشجویان دموکرات فعالیت داشت. سپس به سازمان آزادی اطلاعات و بیان (OLIE) و سازمان کنش دموکراتیک مردمی (OADP) پیوست. این تشکل‌ها پس از ادغام با دیگر گروه‌های چپ‌گرا، حزب سوسیالیست متحد (PSU) را تشکیل دادند. او همچنین عضو اتحادیه ملی آموزش عالی (Syndicat National de l'Enseignement Supérieur - SNESup) بود و در نهایت به سمت مدیر منطقه‌ای کازابلانکا منصوب شد.
منیب در اوایل دهه ۲۰۰۰ به صورت غیررسمی با حزب سوسیالیست متحد (PSU) در ارتباط بود، اما تنها پس از وقایع بهار عربی در سال ۲۰۱۱ و اعتراضات گسترده در مراکش بود که به‌طور جدی وارد عرصه فعالیت‌های سیاسی شد. در ۱۶ ژانویه ۲۰۱۲، او به صورت اجماع و بدون رقابت به عنوان دبیرکل این حزب انتخاب گردید و بدین ترتیب به نخستین زن مراکشی تبدیل شد که رهبری یک حزب سیاسی را بر عهده گرفته است. او در سال ۲۰۱۸ برای دومین دوره متوالی در این سمت تأیید شد.

### اقدامات سیاسی
در جریان همه‌پرسی قانون اساسی سال ۲۰۱۱، منیب جنبش سیاسی خود و ائتلاف چپ دموکراتیک را به تحریم این رفراندوم فراخواند. او استدلال می‌کرد که این قانون اساسی ماهیتی دموکراتیک ندارد، چرا که اکثر اختیارات همچنان در دست نهاد سلطنت متمرکز است و تضمینی برای تفکیک واقعی قوا وجود ندارد.
در نوامبر ۲۰۱۲، در مصاحبه‌ای با مجلهٔ مراکشی TelQuel، او اعلام کرد که پروژهٔ کوتاه‌مدت‌اش متحد کردن نیروهای چپ در قالب یک فدرالیسم دموکراتیک و مترقی است.در اوت ۲۰۱۳، همزمان با جنجال رسوایی دانیل گالوان، او از نخستین چهره‌هایی بود که به‌صورت علنی عفو سلطنتی اعطاشده به گالوان را محکوم کرد و گفت: تصمیم بخشیدنِ [فیض سلطنتی] به دانیل گالوانِ کودک‌آزار غیرقابل‌پذیرش است و باید فوراً لغو شود.
در جریان بحران سیاسی سال ۲۰۱۵ میان مراکش و سوئد - که در پی پیشنهاد سوئد برای به رسمیت شناختن جمهوری صحرا شکل گرفت - نبیله منیب ریاست هیئت نمایندگی مراکش در استکهلم را برعهده داشت. این هیئت متشکل از احزاب چپگرا (PSU, PPS, USFP و دیگران) بود و بین ۴ تا ۷ نوامبر ۲۰۱۵ به دنبال یافتن راهحلی دیپلماتیک برای این بحران بود. در ژانویه ۲۰۱۶، شبکه تلویزیونی دولتی سوئد (SVT) گزارش داد که دولت سوئد از برنامه خود برای به رسمیت شناختن جمهوری دموکراتیک عربی صحرا (SADR) منصرف شده است. همچنین در دوران همهگیری کووید-۱۹، منیب به انتشار نظریه‌های توطئه دربارهٔ منشأ ویروس کرونا پرداخت.
در سال ۲۰۲۱ و تنها دو ماه پیش از انتخابات عمومی، نبیله منیب حزب خود را از «فدراسیون چپ دموکراتیک» (FGD) - ائتلاف اصلی احزاب چپگرای مراکش - خارج کرد. در جریان انتخابات عمومی ۲۰۲۱، او به عنوان تنها نامزد حزب سوسیالیست متحد (PSU) موفق به کسب کرسی در مجلس نمایندگان شد. سرانجام در ۵ نوامبر ۲۰۲۳، جمال العصری به عنوان دبیرکل جدید این حزب جایگزین او شد.